# Phorbas topsenti
Phorbas topsenti är en svampdjursart som beskrevs av Jean Vacelet och Perez 2008. Phorbas topsenti ingår i släktet Phorbas och familjen Hymedesmiidae. Inga underarter finns listade i Catalogue of Life.